# NFS1
La cisteína desulfurasa mitocondrial es una enzima que en humanos está codificada por el gen NFS1 .
Los clusters de hierro-azufre son necesarios para la función de muchas enzimas celulares. La proteína codificada por este gen suministra azufre inorgánico a estos grupos al eliminar el azufre de la cisteína, creando alanina en el proceso. Este gen utiliza sitios alternativos de iniciación de la traducción en marco para generar formas mitocondriales y formas citoplásmicas/nucleares. La selección está determinada por el pH citosólico. La proteína codificada pertenece a la familia de clase V de aminotransferasas dependientes de piridoxal. 